# August Wittelsbach (Pfalz-Sulzbach)
August Wittelsbach (ur. 2 października 1582 w Neuburg an der Donau, zm. 14 sierpnia 1632 w Weinheim) – hrabia palatyn i książę Palatynatu-Sulzbach.
Syn księcia Filipa Ludwika Wittelsbacha i Anny księżniczki Jülich-Kleve-Berg. Jego dziadkami byli: książę Palatynatu–Zweibrücken Wolfgang i Anna Heska oraz Wilhelm IV i Maria Habsburg.
17 lipca 1620 roku ożenił się z Jadwigą Oldenburg (1603-1657), córką Jana Adolfa księcia Holsztynu-Gottorp i Augusty Oldenburg księżniczki duńskiej.
Ich dziećmi byli:
- Anna Zofia (1621-1675) – żona księcia Joachima Ernesta von Oettingen-Oettingen (1612-1659)
- Christian August (1622-1708) – hrabiego palatyna i księcia Palatynatu-Sulzbach
- Adolf Fryderyk (1623-1624)
- Augusta Zofia (1624-1682) – żona księcia Wenzela Euzebiusza von Lobkowicz (1609–1677)
- Jan Ludwik (1625-1649) – szwedzki generał
- Filip Florian (1630-1703) – cesarski feldmarszałek
- Zuzanna Dorota (1631-1632)